# تصلب متعدد
التصلب المتعدد ويعرف بأسماء عديدة، منها التصلّب اللويحي  والتصلب المنتثر أو التهاب الدماغ والنخاع المنتثر (بالإنجليزية: Multiple sclerosis)، وهو التهاب ينتج عن تلف الغشاء العازل للعصبونات في الدماغ والحبل الشوكي. يُعطّل هذا التلف قدرةَ أجزاءٍ من الجهاز العصبي على التواصل، مما يؤدّي إلى ظهور عددٍ من الأعراض والعلامات المرضية، منها أعراض عضوية أو إدراكية عقلية، وأحياناً تكون على شكل مشاكل نفسية. يتّخذُ التصلّب المتعدّد عدّة أشكال مختلفة مع أعراض جديدة تحدث إما على شكلِ نوباتٍ منفصلة (أشكال ناكسة) أو متراكمة بمرور الوقت (أشكال مترقّية). وقد تختفي الأعراض بين النوبات بالكامل، لكن المشاكل العصبية الدائمة تحدث في أغلب الأحيان خصوصاً إذا كان المرض في مراحل متقدمة.
في حين أن أسباب المرض غير واضحة إلا أنه يُعتقد أن آلية المرض قد تكون إما تلف في الجهاز المناعي أو فشل في الخلايا المصنعة للمايلين. وتشمل الأسباب المحتملة لهذا المرض عوامل وراثية وعوامل بيئية مثل العدوى.
 يعتمد تشخيص مرض التصلب المتعدد على العلامات والأعراض الموجودة ونتائج الفحوصات الطبية المساعدة.
لا يوجد علاج معروف للتصلب المتعدد. تحاول العلاجات تحسين وظائف الجسم بعد النوبة ومنع حدوث نوبات جديدة. ففي حين تتصف الأدوية المستخدمة لعلاج مرض التصلب المتعدد بأنها متواضعة الفعالية، إلا أنها قد تترافق بتأثيرات سلبية وهي صعبة التحمّل. ويسعى العديد من المرضى للعلاجات البديلة على الرغم من عدم ثبات فاعليتها. يصعب التنبؤ بالنتائج طويلة الأمد، ولكن في كثير من الأحيان تكون النتائج جيدة عند النساء المصابات، وعند الذين أصيبوا بالمرض في سن مبكرة، وعند من يعانون من سير المرض الناكس، والذين عانوا من نوبات قليلة من المرض. يقل متوسط العمر المتوقع بين 5 و10 سنوات مقارنة بالأفراد غير المصابين.
التصلب المتعدد هو مرض مناعي ذاتي شائع يؤثّر على الجهاز العصبي المركزي. ففي عام 2008، كان عدد المصابين بهذا المرض يتراوح بين 2 - 2.5 مليون فرد على مستوى العالم بمعدلات شدة تتفاوت من منطقة إلى أخرى ومن مجموعة سكانية إلى أخرى. عام 2013، ارتفع عدد المتوفين من مرض التصلب المتعدد إلى 20.000 شخص مقارنة بـ 12.000 وفاة عام 1990.
يبدأ المرض عادة بين عمري 20 و50 سنة ونسبة إصابة النساء به ضِعف نسبة إصابة الذكور. يشير اسم المرض «التصلب المتعدد» إلى الندبات (الصلبة – المعروفة باللويحات أو الآفات) التي تحدث بالأخص في المادة البيضاء في الدماغ والحبل الشوكي. وقد كان جان مارتن شاركو أول من وصف المرض عام 1868. هناك عدد من العلاجات الجديدة وأساليب التشخيص قيد التطوير.

## العلامات والأعراض

الأعراض الرئيسية للتصلب المتعدد

يمكن أن تظهر لدى الشخص المصاب بالتصلب المتعدد أي علامة من العلامات أو الأعراض العصبية، وأكثرها شيوعاً مشاكل الجهاز العصبي الذاتي والمشاكل البصرية والحركية والحسية.
أما الأعراض النوعية فتظهر بحسب مكان الضرر ضمن الجهاز العصبي، وقد تشمل فقدان الحس والتنميل كالوخز أو الخدر، وضعف العضلات، والتقلص العضلي، والمنعكسات الشديدة جداً، وصعوبة الحركة؛ وصعوبة التنسيق الحركي والتوازن (الترنح)، واضطراب الكلام، وصعوبة البلع، ومشاكل النظر (كالرأرأة والتهاب العصب البصري وازدواج الرؤية)، والإعياء، والألام الحادة أو المزمنة، ومشاكل المثانة والأمعاء وغيرها من الأعراض. ومن الشائع أيضاً ظهور صعوبة في التفكير ومشاكل انفعالية مثل الاكتئاب أو المزاج المتقلّب ومن الأعراض الخاصة المميزة للمرض ظاهرة أوتهوف، وهي تفاقم الأعراض نتيجة التعرض لدرجات حرارة أعلى من المعتادة، وعلامة ليرميت وهو إحساس يشبه مرور تيار كهربائي على طول الظهر عند تحريك الرقبة. يستخدم مقياس اتساع مدى الإعاقة مع قياسات أخرى مثل مقياس المركب الوظيفي للتصلب المتعدد لقياس شدة المرض، ويُعتمد على هذه القياسات بصورة متزايدة في الأبحاث.
في 85% من الحالات، يبدأ المرض كمتلازمة سريرية مُنعزلة على مدى عدة أيام، مع وجود مشاكل حركية أو حسّية لدى 45% من المصابين، والتهاب العصب البصري لدى 20%؛ وتظهر أعراض تتعلق بالاختلال الوظيفي لجذع الدماغ لدى 10%. أما الـ 25% المتبقين فيُعانون من أكثر من مشكلة مما سبق ذكره. أما سير الأعراض فيمكن أن يحدث مبدئياً حسب أحد النمطين الآتيين: إما نوبات من التفاقم المفاجئ تدوم لبضعة أيام أو لأشهر (وتعرف بالانتكاسات، أو السورات، أو النوبات، أو الهجمات، أو الاحتدامات) يعقبها تحسّنٌ (في 85% من الحالات)، أو نمط التفاقم التدريجي على مدى الزمن بدون فترات شفاء (ويشمل هذا النمط 10 – 15% من الحالات). وقد يحدث مزيج من النمطين. أو قد يبدأ المريض بالنمط الناكس أو المعاود، ثم يتحول بعد ذلك إلى النمط المتطوّر. لا يمكن توقع الانتكاسات عادةً، فهي تحدث دون سابق إنذار. لكن نادراً ما تحدث السورات أكثر من مرتين في السنة. ومع ذلك فبعض الانتكاسات تأتي مسبوقة بمسببات شائعة، وتحدث بصورة أكبر في فصلي الربيع والصيف.
وبشكل مماثل، فإن العدوى الفيروسية مثل الزكام أو الإنفلونزا أو الالتهاب المعدي المعوي من شأنها أن تزيد من إمكانية الإصابة. يمكن أن يكون الإجهاد أيضاً مسبباً للهجمة. يُقلل الحمل من إمكانية حدوث الانتكاس، ولكن الأشهر الأولى التالية للولادة تزيد من إمكانية الإصابة. وبوجه عام لا يبدو أن الحمل يؤثر على الإعاقة على المدى طويل الأمد.
ويُشار إلى أنه قد ثبت أن العديد من الأمور لا تُؤثّر على معدلات حدوث الانتكاس بما في ذلك التطعيم والرضاعة  والاصابات الجسدية  وظاهرة أوتهوف.

## الأسباب
إن سبب التصلب المتعدد غير معروف، لكن يعتقد أنه يحدث نتيجة مزيج من العوامل الوراثية والبيئية كالعوامل المعدية.
تحاول النظريات جمع البيانات وصياغتها في تفسيرات مُرجّحة، ولكن لم تثبت صحة أي منها بعد. على الرغم من وجود العديد من عوامل الخطورة البيئية وبعضها قابل للتعديل جزئياً إلا أنه من الأهمية بمكان إجراء المزيد من البحوث لتحديد إذا كان إلغاء هذه العوامل البيئية سيقي من التصلب المتعدد.

### التوزع الجغرافي
يقلُ انتشار المرض كلما اقتربنا من خط الإستواء؛ لكن ثمة استثناءات عن هذه القاعدة. وتشمل هذه الاستثناءات بعض المجموعات العرقية البعيدة عن خط الاستواء ونسبة الخطر فيها قليلة، مثل الساميين ووسكان الأمريكتين الأصليين والهوتريتيين في كندا وشعوب الماوري في نيوزيلاندا، وشعب الإنويت الكندي، وبعض المجموعات الأقرب إلى خط الاستواء ونسبة الخطورة فيها مرتفعة نسبياً، مثل السردينيين والفلسطينيين والبارسيون. وأسباب هذا النمط الجغرافي غير واضحة إذ يُلاحظ أن هذا التدرج في مناطق تواجد المرض من الشمال إلى الجنوب أخذَ في التناقصِ ابتداءً من عام 2010، إلا أنه لا يزال موجوداً. التصلب المتعدد أكثر شيوعاً بين شعوب أوروبا الشمالية ، وقد يعكس التباين الجغرافي ببساطة أماكن تواجد الشعوب الأكثر عرضة لخطر الإصابة بهذا المرض. من المعلوم أن قلة التعرض لأشعة الشمس تُسبب نقصاً في فيتامين د، وقد يكون هذا تفسيراً محتملاً للإصابة بالتصلب المتعدد أيضاً. إن وجود علاقة بين مواسم الولادات والإصابة بالتصلب المتعدد يُقدم دعماً لهذه الفكرة، حيث تزيد الإصابة بين مواليد شهر تشرين الثاني (نوفمبر) في النصف الشمالي من الكرة الأرضية مقارنةً بنسب إصابة مواليد شهر أيار (مايو). تلعب العوامل البيئية دوراً أثناء مرحلة الطفولة؛ فقد أثبتت عدة دراسات أن الأشخاص الذين ينتقلون من منطقة إلى منطقة مختلفة من العالم قبل سن الخامسة عشرة يكتسبون درجة الخطر في المنطقة الجديدة، أما المهاجرون بعد سن الخامسة عشرة فيحتفظون بدرجة الخطورة الموجودة في موطنهم الأصلي. غير أن هناك بعض الأدلة التي تشير إلى أن تأثير الانتقال قد يحدث أيضاً للأشخاص الأكبر من سن الـ15.

### الوراثيات

منطقة HLA على الكروموسوم 6. تزيد التغيرات التي تحدث في هذه المنطقة من احتمالية الإصابة بالمرض.

لا يُعتبر التصلب المتعدد مرضاً وراثياً، إلا أنه قد ثبت أن عدداً من التباينات الوراثية تزيد من إمكانية الإصابة بالمرض.
وترتفع إمكانية الإصابة بين أقارب الشخص المصاب مع زيادة هذا الاحتمال كلما كانت صلة القرابة أوثق. في التوائم المتماثلة يصاب التوأمان في 30% من الحالات، بينما تقل نسبة الإصابة عند التوائم غير المتماثلة إلى 5%، وإلى 2.5% عند الأشقاء، وإلى نسبة أقل عند أنصاف الأشقاء. إذا كان كلا الوالدين مصابٌ بالمرض فإن احتمال إصابة أولادهما يعادل عشر أضعاف نسبة إصابة السكان عامةً. كما أن المرض أكثر شيوعاً عند بعض المجموعات العرقية عن سواهم.
الجينات النوعية المرتبطة بالتصلب المتعدد تشمل الاختلافات في مستضد الكريات البيضاء البشرية (HLA)، وهي مجموعة من الجينات التي توجد على الكروموسوم 6 الذي يعمل كمعقد التوافق النسيجي الكبير (MHC).
ترتبط التغيرات التي تحدث في منطقة مستضد الكريات البيضاء (HLA) بالاستعداد للإصابة بالمرض وهي معروفة منذ أكثر من 30 عاماً. إضافة لذلك، وُجد أن هذه المنطقة مشاركة في تطور أمراض مناعية ذاتية أخرى مثل سكري النمط الأول والذِئْبَةٌ الحمامِيَّةٌ الشاملة. عموماً فإن التقديرات تشير إلى أن التغيرات التي تحدث في HLA هي السبب في حوالي 20 إلى 60% من الاستعداد الوراثي للمرض.
وقد كشفت الأساليب الوراثية الحديثة (دراسات الجينوم البشري) عن وجود 12 جين آخر على الأقل خارج الموقع الكروموسومي لـHLA قد تزيد قليلاً من احتمالية الإصابة بالتصلب المتعدد.

### العوامل المسببة للعدوى
اقتُرح أن العديد من الميكروبات قد تكون نقطة بدء الإصابة بالتصلب المتعدد، ولكن لم يتم تأكيد أي من تلك الآراء. إن انتقال شخصٍ في سن صغيرة من أحد الأماكن في العالم إلى مكانٍ آخر يترتب عليه تغيّر إمكانية إصابة ذلك الشخص بالتصلب المتعدد. وقد يكون سبب ذلك أن نوعاً ما من العدوى، التي يُحدِثها ميكروب واسع الانتشار أكثر من كونه نادراً، يتعلق بالمرض. من آليات العدوى المقترحة ما يُعرف بالفرضية الصحية وفرضية الانتشار. وتقترح الفرضية الصحية أن التعرض لبعض العوامل المعدية في سنٍ مبكرة يقي من الإصابة، ويكون المرض استجابةً لمواجهة متأخرة مع تلك العوامل. في حين تقترح فرضية الانتشار أن المرض يرجع إلى عامل مُعدٍ أكثر شيوعاً في المناطق التي ينتشر فيها التصلب المتعدد، حيث يتسبب العامل المعدي بإصابة معظم الأشخاص بحالة عدوى مستمرة بدون أعراض. فقط في حالات قليلة وبعد مرور سنوات عدة يتسبب المرض في إزالة الميالين. وقد تلقت الفرضية الصحية قبولاً أكبر من فرضية الانتشار.
تضم الأدلة الخاصة باعتبار الفيروس عاملا مسببا: وجود الشرائط قليلة النسائل في المخ والسائل الدماغي الشوكي لدى معظم المصابين بالتصلب المتعدد، وارتباط العديد من الفيروسات بالتهاب الدماغ والنخاع الشوكي المزيل للميالين في البشر، وحدوث إزالة الميالين في الحيوانات بسبب بعض حالات العدوى الفيروسية. ويعتبر فيروس الهربس البشري من المجموعات الفيروسية المرشحة لذلك. الأفراد الذين لم يُصابوا مطلقاً بفيروس إبشتاين – بار هم أقل لإمكانية الإصابة بالتصلب المتعدد بينما يكون الأفراد الذين أُصيبوا به كشباب بالغين أكثر عرضة للإصابة به مقارنة بمن أصيبوا به في سن أصغر. على الرغم من أن البعض يعتبر أن ذلك يتناقض مع الفرضية الصحية، حيث أن من لم يُصابوا ربما خضعوا لتنشئة أكثر تشددا من الناحية الصحية  ويعتقد الآخرون أنه لا يوجد تعارض لأن اللقاء الأول مع الفيروس المسبب في مرحلة متأخرة نسبياً من الحياة هو ما يحرك المرض. وتضم الأمراض الأخرى التي قد تكون ذات صلة الحصبة والنكاف والحصبة الألمانية.

### عوامل أخرى
أظهر التدخين أنه عامل مخاطرة مستقل للإصابة بالتصلب المتعدد. قد يكون الكرب عامل مخاطرة على الرغم من ضعف الأدلة التي تدعم ذلك. وقد تم تقييم الارتباط بالتعرض المهني للسموم - بصورة أساسية المواد المذيبة- ولكن لم يتم التوصل لاستنتاجات واضحة. كما دُرست التطعيمات كعوامل مسببة؛ ولكن، معظم الدراسات لم تظهر أي ارتباط. وقد تم النظر في عدة عوامل مخاطرة محتملة أخرى، مثل الحمية وتناول الهرمونات؛ ولكن، الأدلة على علاقتها بالمرض «ضئيلة وغير مقنعة». ويقل حدوث داء النقرس عما هو متوقع لدى الأشخاص المصابين بالتصلب المتعدد، كما وُجِدت مستويات أقل من حمض البول فيهم. وقد أدى ذلك إلى وجود النظرية القائلة بأن حمض البول عامل واقٍ، على الرغم أن أهميته الدقيقة تظل غير معروفة.

## الفسيولوجيا المرضية
الخصائص الثلاث الأساسية لمرض التصلب المتعدد هي تشكل الآفات في الجهاز العصبي المركزي (والتي تدعى أيضاً اللويحات)، التهاب وتدمير غمد الميالين الخاص بالخلايا العصبية. وتتفاعل تلك الخصائص بطريقة معقدة وغير مفهومة تماماً بعد لتؤدي إلى تحلل نسيج العصب وبالتالي ظهور علامات وأعراض المرض. إضافة لذلك، يُعتقد أن التصلب المتعدد أحد اضطرابات الأمراض الالتهابية الناتجة عن اضطراب المناعة التي تتطور من تداخل بين العوامل الوراثية للفرد ومسببات بيئية غير معروفة بعد. يُعتقد أن الأضرار تكون، على الأقل في جزء منها، بسبب قيام جهاز المناعة الخاص بالفرد نفسه بمهاجمة الجهاز العصبي.

### الضرر

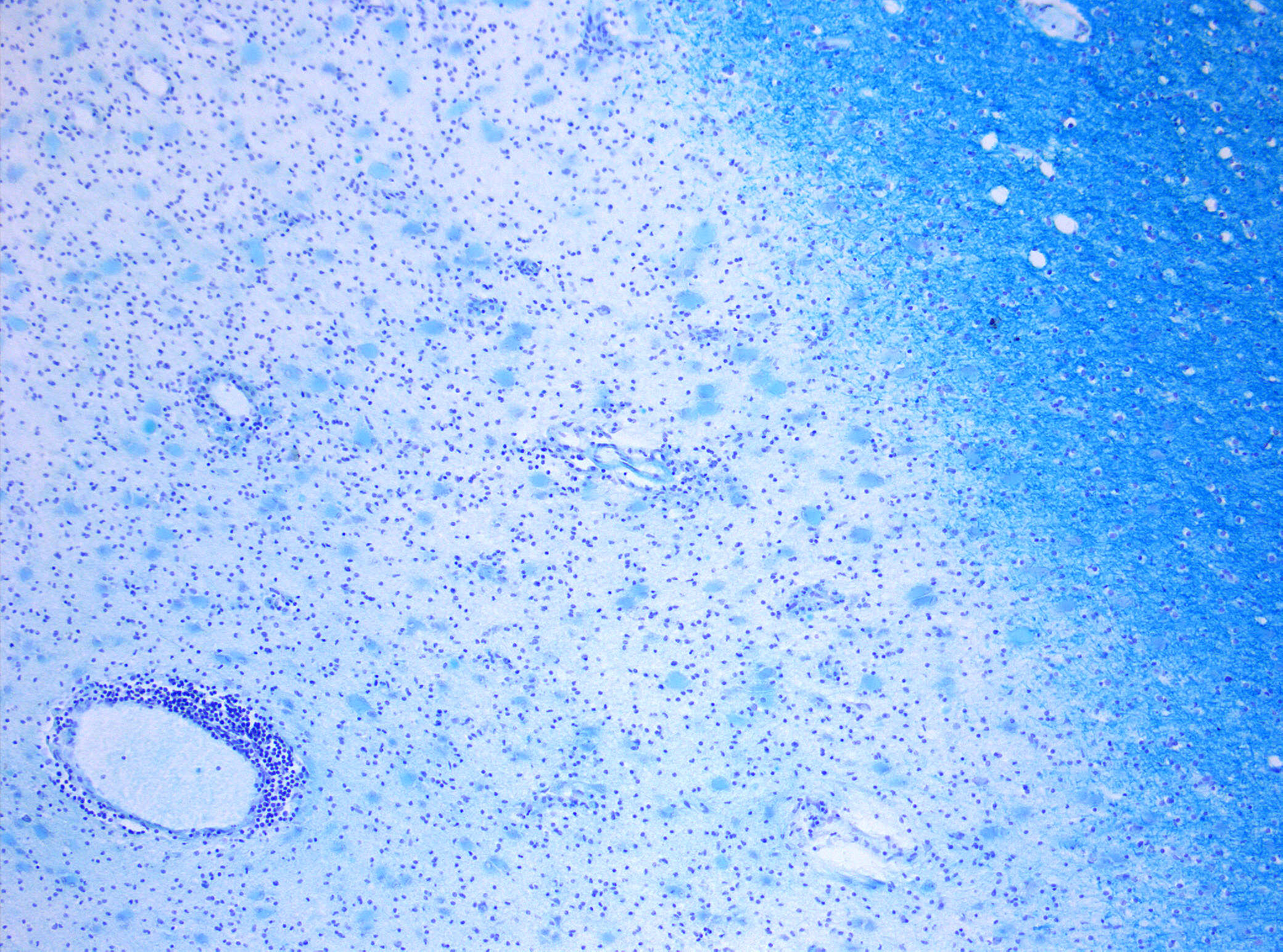
زوال الميالين في التصلب المُتعدد. بواسطة تلوين أزرق صامد للوكسول، يُلاحظ تغيير باللون في نطاق الآفة (مقياس أصلي 1: 100)

يشير الاسم «التصلب المتعدد» إلى الندوب (الصلبة – التي تشيع معرفتها باسم اللويحات أو الآفات) التي تتشَّكل في الجهاز العصبي. تؤثّر هذه الندوب أكثر ما يكون في المادة البيضاء في العصب البصري وجذع الدماغ والعقد القاعدية والنخاع الشوكي أو المادة البيضاء القريبة من البطينات الجانبية. وظيفة خلايا المادة البيضاء هي حمل الإشارات بين مناطق المادة الرمادية، حيث يتم إصدارها، وبين باقي الجسم. ونادراً ما يكون الجهاز العصبي المحيطي مشتركاً بالإصابة.
وبصورة أكثر تحديداً، فإن التصلب المتعدد، يتضمن فقدان الخلايا الدبقية قليلة التغصّن، وهي الخلايا المسؤولة عن تشكيل الطبقة الدهنية والحفاظ عليها – والمعروفة باسم غلاف الميالين- والتي تساعد الخلايا العصبية على حمل الإشارات الكهربائية (احتمالات الحركة). ويؤدي هذا إلى ترقيق أو فقدان الميالين بالكامل، وكلما تقدم المرض، يتحلل المحور العصبي للخلايا العصبية. عندما يُفقد الميالين، لا تستطيع الخلية العصبية أن تنقل الإشارات الكهربائية بصورة فعالة. وتحدث عملية إصلاح تُسمى إعادة الميالين في المراحل المبكرة من المرض، ولكن الخلايا الدبقية قليلة الاستطالات لا تتمكن من إعادة بناء غلاف الميالين الخاص بالخلايا العصبية بصورة كاملة. تؤدي الهجمات المتكررة إلى عملية إعادة الميالين أقل فعالية بالتتابع، إلى أن تظهر صفيحة تشبه الندبة حول المِحوار المتضرر. وتكون تلك الندوب هي مصدر الأعراض وخلال الهجمات، عادة ما يُظهر التصوير بالرنين المغناطيسي أكثر من عشر صفيحات جديدة. ويمكن أن يشير ذلك إلى أن هناك عددا من الآفات التي يستطيع الدماغ معها إصلاح نفسه بدون إن يؤدي ذلك إلى عواقب ملحوظة. كما توجد عملية أخرى تشترك في إحداث الآفات وهي تشكل الخلايا النجمية بصورة غير عادية بسبب تدمير الخلايا العصبية القريبة. وقد تم وصف عدد من أنماط الأفات 

### الالتهاب
بعيداً عن إزالة الميالين، العلامة الأخرى المميزة للمرض هي الالتهاب. تحدث العملية الالتهابية، بما يلائم التفسير المناعي، بسبب الخلايا التائية، وهي نوع من الخلايا الليمفاوية التي تلعب دوراً هاماً في دفاعات الجسم. تتمكن الخلايا التائية من الدخول إلى الجسم عبر تمزق في الحاجز الدموي الدماغي. وتتعرف الخلايا التائية على الميالين باعتباره دخيلاً وتبدأ في مهاجمته، مما يفسر سبب تسمية تلك الخلايا «الخلايا الليمفاوية ذاتية التفاعل».
يبدأ الهجوم على الميالين عمليات التهابية تحفز خلايا مناعية أخرى وإطلاق عوامل أخرى قابلة للذوبان مثل السيتوكينان والأجسام المضادة. ويتسبب المزيد من كسر الحاجز الدموي الدماغي بحدوث عدد من التأثيرات الضارة الأخرى مثل التورّم (الانتفاخ)، وتفعيل البلاعم، وتفعيل أكثر للسيتوكينات والبروتينات المدمرة الأخرى. يمكن أن يقلل الالتهاب من نقل المعلومات ما بين الخلايا العصبية بثلاث طرق على الأقل. قد تقوم العوامل المذيبة التي تم إطلاقها بإيقاف النقل العصبي في الخلايا السليمة. وقد تؤدي تلك العوامل إلى فقدان الميالين أو تزيد من الفقدان، أو قد تؤدي إلى تحلل المِحوار تماماً.

### الحاجز الدموي الدماغي
الحاجز الدموي الدماغي هو جزء من جهاز الشعيرات الدموية الذي يمنع دخول الخلايا التائيّة إلى الجهاز العصبي المركزي.  وقد تصبح قابلة لاختراق تلك الأنواع من الخلايا التي تظهر كنتيجة ثانوية للعدوى الفيروسية أو البكتيرية.  بعد أن تعمل على إصلاح نفسها، أي بعد الشفاء من العدوى، قد تبقى الخلايا التائيّة محاصرة داخل الدماغ.

## التشخيص

يظهر الانتشار الزمني والمكاني لآفات الدماغ كما تظهرها دراسة شهرية بالتصوير بالرنين المغناطيسي على مدى سنة

يتم تشخيص مرض التصلب المتعدد بناءً على العلامات والأعراض الموجودة، بالإضافة إلى التصوير الطبي والفحوصات المخبرية الداعمة. قد يكون تأكيد المرض صعباً، خاصة في المراحل المبكرة، حيث قد تتشابه علامات المرض وأعراضه مع أمراض أخرى. تعتبر معايير ماكدونالد أكثر الطرق المستخدمة في تشخيص مرض التصلب اللويحي، وهي تركّز على على الأدلة السريرية والمخبرية والإشعاعية لوجود الآفات في أوقات مختلفة في مناطق مختلفة كما تعتبر معايير شوماخر ومعايير بوزر الأكثر أهمية تاريخياً. تتيح المعايير السابقة التشخيص غير الباضع، إلا أن البعض يشير إلى أن الدليل القاطع الوحيد على وجود المرض هو إجراء تشريح بعد الوفاة أو أخذ خزعة من الموضع الذي تم التأكد من وجود آفات نمطية للتصلب المتعدد فيه.
قد تكون البيانات السريرية وحدها كافية لتشخيص التصلب المتعدد إذا تعرّض المريض لهجمات منفصلة من الأعراض العصبية التي تميّز المرض. في المرضى الذين يسعون للحصول على رعاية طبية بعد هجمة واحدة فقط، فإن الأمر يحتاج إلى اختبارات أخرى لإجراء التشخيص. أكثر الأدوات التشخيصية استخداماً هي التصوير العصبي، وتحليل السائل الدماغي الشوكي والاستجابات المستثارة. قد يظهر التصوير بالرنين المغناطيسي للمخ والنخاع الشوكي مناطق مزالة الميالين (ندوب أو لويحات). يمكن إعطاء الغادولينيوم من خلال الوريد كمادّة تباين لإلقاء الضوء على اللويحات النشطة ولإظهار وجود آفات قديمة غير مترافقة بأعراض إثناء إجراء التقييم، عن طريق الإلغاء. يمكن أن يقدم اختبار السائل الدماغي الشوكي الذي تم الحصول عليه من البزل القطني الدليل على وجود التهاب مزمن في الجهاز العصبي المركزي. يُفحص السائل الدماغي الشوكي للحصول على الشرائط قليلة الأنسال من الغلوبولين المناعي G بواسطة الرحلان الكهربائي، والتي تعتبر واسمات التهابية توُجد لدى 75% - 85 % من الأشخاص المصابين بالتصلب المتعدد.
قد يستجيب الجهاز العصبي في حالة الإصابة بالتصلب المتعدد بصورة أقل نشاطاً لتحفيز العصب البصري والخلايا العصبية الحسية بسبب زوال الميالين من تلك الممرات. يمكن فحص هذه الاستجابات الدماغية باستخدام الاستجابات المرئية المستثارة والاستجابات المستثارة الحسية.

### المسارات السريرية

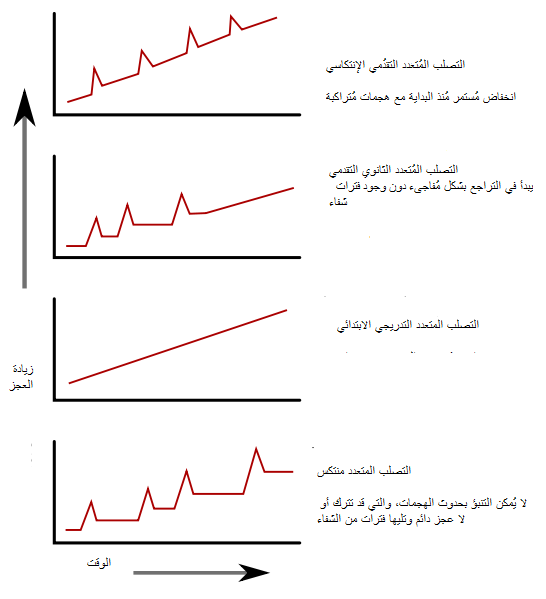
تطور الأنواع الفرعية للتصلب المتعدد

وصفت عدة أنواع فرعية، أو أنماط لتطور الحالة. تعتمد الأنواع الفرعية على السير السابق لهذا المرض في محاولة لـتوقع السير المستقبلي.فهي تكتسب أهميتها ليس فقط من أجل التشخيص بل لاتخاذ قرارات العلاج أيضًا. في عام 1996 وصفت الجمعية الوطنية للتصلب المتعدد أربع مسارات سريرية:
1. الناكس الهاجع.
2. الثانوي المترقي.
3. الاولي المترقي.
4. المتطور الناكس.

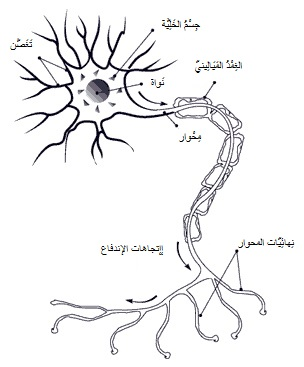
محور عصبي العصب مع غمد المايلين

ويتميز النوع الفرعي الناكس المعاود بانتكاسات لا يمكن التنبؤ بها تليها فترات تمتد بين أشهر وسنوات من الهدوء النسبي (هجوع) مع عدم وجود علامات جديدة لنشاط المرض. حالات العجز التي تحدثُ أثناء الهجمات قد تتراجع أو تترك مشاكل، وتحدث هذه الأخيرة في حوالي 40% من الهجمات وهي أكثر شيوعا كلما كانت فترة المرض أطول  وهذا يصف سير المرض الأولي لدى 80% من الأفراد المصابين بالتصلب المتعدد. عندما تتراجع حالة العجز دائمًا بين الهجمات، يشار إلى ذلك أحيانا بالتصلب المتعدد الحميد MS،  على الرغم من أن المصابين سوف يعانون من بعض درجات العجز التي ستتجمع على المدى الطويل. ومن ناحية أخرى، فإن مصطلح التصلب المتعدد الخبيث يستخدم لوصف مرضى التصلب المتعدد الذين يصلون إلى مستوى كبير من العجز في فترة قصيرة من الزمن. يبدأ النوع الفرعي الناكس الهاجع عادة بـ متلازمة معزولة سريريا (CIS). في المتلازمة المعزولة سريريا، يصاب المريض بهجمة توحي بـ إزالة الميالين، دون أن تستوفي معايير مرض التصلب المتعدد. ويصاب حوالي 30 - 70% من الأشخاص الذين يعانون من المتلازمة المعزولة سريريا بالتصلب المتعدد في مرحلة لاحقة.
يحدث التصلب المتعدد الثانوي المترقي في حوالي 65% من المصابين بالتصلب المتعدد الأولي الناكس الهاجع، الذين سيعانون بالنتيجة من لديهم تراجع عصبي متقدم بين الهجمات الحادة دون أي فترات أكيدة من الهجوع. قد تظهر من حين لآخر انتكاسات وهجوع طفيف. طول الفترة الزمنية الأكثر شيوعا بين بدء المرض والتحول من نوع التصلب المتعدد الناكس الهاجع إلى الثانوي المترقي هو 19 عاما.
يحدثُ النوع الفرعي الأولي المترقي في حوالي 10-20% من الأفراد، ولا يترافق بوجود هجوع بعد الأعراض الأولية. ويتميز بتطور العجز من البداية، دون هجوع أو تحسن، أو مع بعض التحسن البسيط أحيانا فقط. السن المعتادة لبدء النوع الأولي المترقي أكثر تأخرًا من النوع الناكس الهاجع. وهو مشابه للسن الذي يبدأ فيه عادة النوع الثانوي المترقي عادة في التصلب المتعدد الناكس الهاجع، أي حوالي 40 سنة من العمر.
أما التصلب المتعدد المترقي الناكس فيصف الأفراد الذين يعانون من تراجع عصبي ثابت، منذ بداية المرض ولكنهم يمرون أيضا بهجمات مركبة واضحة. وهذا هو الشكل الأقل شيوعا بين جميع الأنواع الفرعية.
وصفت أنواع غير عادية من التصلب المتعدد، وهي تشمل مرض ديفيتش، تصلب بالو المتحد المركز، تصلب شيلدر المنتشر وتصلب ماربوغ المتعدد. وهناك جدل بشأن ما إذا كانت هذه الأنواع أشكالاً أخرى للتصلب المتعدد أم أنها أمراض مختلفة. يختلف سلوك التصلب المتعدد لدى الأطفال، حيث يستغرق وقتاً أطول للوصول إلى المرحلة المتقدمة. ومع ذلك، فإنهم يصلون إليها في متوسط عمر أقل من البالغين عادة.

## تدبير الحالة
على الرغم من عدم توفر علاج شاف معروف لمرض التصلب المتعدد، إلا إن هناك العديد من العلاجات المفيدة. الأهداف الأساسية للعلاج هي استعادة الأداء الوظيفي بعد الهجمة، ومنع وقوع هجمات جديدة، ومنع الإعاقة. وكما هو الحال مع أي علاج طبي، فالأدوية المستخدمة في تدبير حالة التصلب المتعدد لديها العديد من آثار عكسية. ويتابع بعض المرضى العلاجات البديلة، على الرغم من نقص الأدلة الداعمة لها.

### الهجمات الحادة
خلال الهجمات العرضية، يعتبر إعطاء جرعات مرتفعة من كورتيكوستيرويد ات عن طريق الوريد، مثل ميثيل بردنيزولون، هو العلاج المعتاد،  مع الكورتيكوستيرويدات عن طريق الفم التي يبدو أنها تتمتع بفعالية وهامش أمان مماثلين. على الرغم من فعاليتها عموما في تخفيف الأعراض على المدى القصير، فالعلاجات الكورتيكوستيرويدية لا تبدو ذات تأثير كبير على الشفاء على المدى الطويل.
قد تكون عواقب الهجمات الشديدة التي لا تستجيب للكورتيكوستيرويدات قابلة للعلاج بواسطة فصادة البلازما.

### العلاجات المعدلة للمرض

#### التصلب المتعدد الناكس الهاجع
تمت الموافقة على ثمانية علاجات معدلة للمرض من قبل الجهات التنظيمية لعلاج التصلب المتعدد الناكس الهاجع (RRMS)، تضم: إنترفيرون بيتا-1A، إنترفيرون بيتا-1B، جلاتيرامير أسيتات، ميتوكزانترون، ناتاليزوماب، فينغوليمود،  تيريفلونوميد ودايميثيل فومارات. ولكن لم تثبت جدواها الاقتصادية حسب دراسات 2012.
في التصلب المتعدد الناكس الهاجع، نجد هذه العلاجات فعالة بشكل معتدل في خفض عدد الهجمات. ويعتبر الإنترفيرون وجلاتيرامير اسيتات الخط العلاجي الأول  ويعتبر العلاج المبكر والطويل المدى آمنا ويحسن النتائج .
يقلل ناتاليزوماب من معدل الانتكاس أكثر من علاجات الخط الأول، ولكن نظرا للأمور المتعلقة بالآثار العكسية فهو يعتبر خطاً علاجياً ثانياً يحتفظ به لأولئك الذين لا يستجيبون للعلاجات الأخرى  أو للحالات الشديدة من المرض. أما الميتوكزانترون المحدود الاستعمال بسبب آثاره العكسية الشديدة فهو خيار الخط الثالث لأولئك الذين لا يستجيبون للأدوية الأخرى. علاج المتلازمة معزولة سريريا (CIS) بواسطة الانترفيرون يقلل من إمكانية انتقال المرض إلى حالة التصلب المتعدد السريرية. وتقدر فعالية الإنترفيرون وجلاتيرامير لدى الأطفال معادلة تقريباً لفعاليتها لدى البالغين. ويبقى دور بعض العوامل الجديدة مثل فينغوليمود وتيريفلونوميد ودايميثيل فومارات، حتى عام 2011، غير واضح بعد تماما.

#### التصلب المتعدد المترقي
لم يظهر أي علاج قدرته على تغيير مسار التصلب المتعدد الأولي المترقي  واعتبارا من عام 2011 حصل دواء واحد فقط، وهو ميتوكزانترون على الموافقة لعلاج التصلب المتعدد الثانوي المترقي. في هذه الفئة من المرضى هناك دليل مبدئي يدعم استخدام ميتوكزاتنرون باعتدال في ابطائه لتطور المرض وانقاصه لمعدلات الانتكاس أكثر من عامين.

#### الآثار العكسية

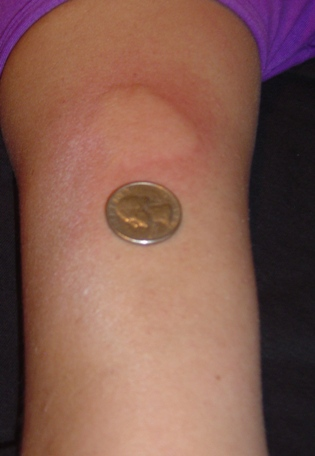
ظهور تهييج بعد الحقن بأسيتات الغلاتيرامر.

هناك العديد من الآثار العكسية للعلاجات المعدلة للمرض. وأحد أكثرها شيوعا هو تهيج الجلد في موقع حقن جلاتيرامير أسيتات وإنترفيرون (حيث تصل إلى 90% عند الحقن تحت الجلد و33% عند الحقن العضلي). ومع مرور الوقت، يمكن مشاهدة بروزا في موقع الحقن، ويرجع ذلك إلى التخريب الموضعي للأنسجة الدهنية، والمعروف باسم الضمور الشحمي قد تسبب الانترفيرونات اعراضا مشابهة للانفلونزا ويعاني بعض الأشخاص الذين يتلقون جلاترامير ردود فعل تالية للحقن تتضمن التبيغ، وضيق الصدر، وخفقان القلب وضيق التنفس، والقلق، وهي تستمر لأقل من ثلاثين دقيقة عادة. الآثار العكسية الأكثر خطورة ولكن أقل شيوعا بكثير هي تلف الكبد بسبب الإنترفيرون، الخلل الوظيفي الانقباضي (12%)، العقم واللوكيميا النخاعية الحادة (0.8%) بسبب الميتوزانترون، واعتلال بيضاء الدماغ العديد البؤر المترقي الذي يحدث بسبب ناتاليزوماب (التي تحدث لدى 1 من 600 من الأشخاص المعالجين).
قد يسبب فنغوليمود حدوث ارتفاع ضغط الدم وبطء القلب وذمة البقعة الصفراء، وارتفاع معدل أنزيمات الكبد أو انخفاض مستويات الخلايا اللمفاوية. هناك أدلة مبدئية تؤيد سلامة تيريفلونوميد على المدى القصير، حيث تشمل الآثار الجانبية الشائعة: الصداع، والتعب، والغثيان، وفقدان الشعر، وآلام الأطراف. وكانت هناك أيضا تقارير عن فشل الكبد واعتلال بيضاء الدماغ العديد البؤر المرافق لاستخدامه كما إنه يسبب خطرا على تطور الجنين. الآثار الجانبية الأكثر شيوعا بسبب ديميثيل فومارات هي التبيغ ومشاكل الجهاز الهضمي. وفي حين من الممكن أن يسبب دايميثيل فومارات حدوث انخفاض في عدد خلايا الدم البيضاء إلا إنه لم يتم الإبلاغ عن حدوث حالات من العدوى الانتهازية أثناء التجارب.

#### الأعراض المُترابطة
لقد أُثبت أن لكل من الأدوية والتأهيلات العصبية القُدرة على تحسين بعضًا الأعراض، لكنها لا تُغير من مسار المرض. من بين الأعراض التي لديها رد جيد بسبب الأدوية والعلاج، المثانة غير المُستقرة والتشنج، بينما قد تطرأ تغييرات بسيطة في القليل من باقي الأعراض. يجبُ اتّباع نهج مُتعدد التخصصات للمشاكل العصبية وذلك للتحسين من نوعية الحياة، فهناك الحاجة إلى الخدمات الصحية المُختلفة. ارتفع نشاط ومشاركة المُصابين بالتصلب المُتعدد في برامج التأهيل المُتعدد ولكنها لا تؤثر على مستوى الإعاقة. لا توجد أدلة كافية على الفعالية الشاملة للتخصصات العلاجية الفردية، مع ذلك توجد أدلة قوية وكافية على فعالية بعض من العلاجات الفردية مثل: مُمارسة التمارين الرياضية وعلاج علم النفس والعلاج السلوكي المعرفي.

#### علاجات بديلة
قد يستخدم ما نسبته أكثر من 50% من المصابين بالتصلب المتعدد الطب البديل، على الرغم من أن هُناك تفاوت في هذه النسب بسبب أختلاف تعريف الطب البديل. يفتقر هذا النوع من العلاج إلى الأدلة الواضحة التي تُبين مدى فعاليته أو حتى تُعتبر معدومة. تتضمن العلاجات ذات فائدة غير مُثبتة المُستخدمة من المُصابين بالتصلب المُتعدد منها، المكملات الغذائية والخاصة بالحمية الغذائية وفيتامين دي وبعض أساليب الأسترخاء مثل اليوغا والتداوي بالأعشاب (والقنب الطبي) والمعالجة بالإكسجين عالي الضغط والعلاج الدودي وعلم المنعكسات والوخز بالأبر. يتم استخدام العلاج بنسبة أكبر من قبل النساء والمُصابين بالتصلب المتعدد لفترة أطول أو من يعانون من اعاقة.

## توقعات سير المريض

معدل السنة الحياتية للإعاقة للمُصابين بالتصلب المُتعدد لكل 100,000 شخص عام 2012.
32-68
68-75
77-77
77-88
88-105
106-118
119-119
120-148
151-462
470-910

تعتمدُ توقعات سير المريض على أمور كثيرة منها النوع الفرغي للمرض والعمر والجنس وعلى الأعراض الأولية للشخص وكذلك درجة الإعاقة الخاصة بالمريض. تُوجد علاقة مُشتركة ما بين (النساء والتهاب العصب البصري ونوع فرعي مُنتكس أو بعض من الأعراض الحسية في البداية وقليل من الهجمات المرضية في السنوات الأولى أو في سن مُبكرة في البداية) وما بين توقعات سير جيدة للمريض.
يبلغُ مُتوسط العمر المتوقع للمُصابين 30 عامًا مُنذ بداية الإصابة بتصلب المتعدد، أقل بخمس حتى عشرة سنوات بالنسبة للإشخاص غير المُصابين بالمرض. تبلغُ 40% نسبة المُصابين بالمرض التي تبلغ أعمارهم السبعون عامًا. على الرغم من ذلك، فإن ثلثي المُصابين يعود سبب وفاتهم إلى عواقب المرض، يُعد الانتحار عند المُصابين أكثر شيوعًا، بينما تُعد الالتهابات والمُضاعفات الأخرى أشجُ خطرًا عند الإشخاص المُصابين بإعاقة. على الرغم من أن يفقدُ الكثير من المُصابين قُدرتهم على المشي قبل الوفاة، فتبلغ 90% نسبه القادرين على المشي وحدهم بعد 10 سنوات مُنذ الإصابة بالمرض بينما تبلغ 75% بعد 15 سنة.

## الوبائيات

عدد الوفيات بالتصلب المتعدد لكل مليون نسمة في عام 2012
0-0
1-1
2-2
3-5
6-12
13-25

يُعد التصلب المُتعدد الاضطراب المناعي الذاتي الأكثر شيوعًا الذي يُصيب الجهاز العصبي المركزي. ففي عام 2010، بلغ عدد المُصابين بالتصلب المتعدد ب 2-2,5 مليون (أي ما يُعادل 30 اصابة لكل 100,000 شخص) في العالم، حيث تتراوح معدلات الإصابة حسب المنطقة. يُسبب المرض ب18،000 حالة وفاة سنويًا. حيث تبلغُ ما يقلُ عن 0,5 لكل 100,000 حالة إصابة في أفريقيا و2،8 لكل 100,000 بينما تبلغ في جنوب شرق اسيا 8,3 وفي أوروبا 80 لكل 100,000 حالة اصابة. تزيد معدل الوفيات لبعض المجموعات من أصول تنحدر من أوروبا الشمالية. هناك زيادة في معدل الحالات الجديدة ب2،5 لكُل 100,000 شخص في العالم. ويبدو أن عدد المصابين أخذ بالارتفاع، ويمكن تفسير ذلك بسبب أرتفاع جودة تشخيص المريض.
يظهر عادةُ مرض تصلب متعدد عند الأشخاص في أواخر العشرينات وبداية الثلاثينيات ولكن يُمكن أن يصاب الأطفال به وكذلك من تجاوز عمره الخمسون لكنها نادرة الحدوث. يُعد النوع الفرعي التدريجي الأكثر شيوعًا بين الأشخاص في الخمسين من العُمر. تُعد النساء أكثر عُرضةُ للإصابة بالمرض من الرجل، كما هو الحال في أكثر الأمراض المناعية الذاتية وتستمر بالتزايد أيضًا. ففي عام 2008، تم أثبات أن نسبة الإصابة بالمرض عند النساء هي الضعف مُقارنة بالرجال. أما عند الأطفال، فيصيب الأناث أكثر من الذكور، أما عند الأشخاص بعد سن الخمسون فتكون نسبة الإصابة مُتساويةً تقريبًا.

## التاريخ

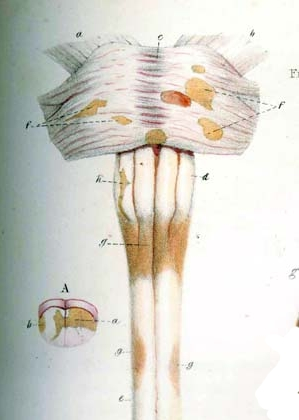
رسم كارسويل والذي يوضح آفات التصلب المُتعدد في جذع الدماغ والنخاع الشوكي.

### تاريخ الاكتشاف
وصف أستاذ علم الأمراض البريطاني روبرت كارسويل(1793-1857) وأستاذ علم التشريح وعلم الأمراض الفرنسي جان كروفييه (1791-1873) العديد من التفاصيل والأعراض السريرية المُتعلقة بمرض التصلب المُتعدد، لكنهما لم يعرّفاه كمرض مُنفصل بحد ذاته. قام العالم كارسويل بوصف الإصابات ب«كآفه ملحوظه في الحبل الشوكي مع ضمور». أشار الطبيب الشرعي السويسري إدوارد فون رندفلايش (1836-1908) في عام 1863 أن الآفات المُصاحبة للالتهابات تنتشرُ حول الأوعية الدموية.
كان طبيب الأمراض العصبية الفرنسي جان مارتن شاركو (1825-1893) أول شخص من فام بتعريف واكتشاف التصلب المتعدد كمرض متميز وكان ذلك في عام 1868. وذلك بالاستعانة بالتقارير والمعلومات السابقة وإضافة إلى مُلاحظاته السريرية والمرضية ولقد لُقب شاركو بsclerose en plaques.

### التشخيص
كان شاركو أول من حاول لوضع معايير لتشخيص مرض التصلب المتعدد، ما تُعرف الآن باسم "ثالوث شاركو"، والتي تتضمن رأرأة ورجفان قصدي وكلام تلغرافي، وكما لاحظ شاركو بإن مرضاه كانوا يُعانوا من تغييرات في الإدراك والمعرفة، حيث قام بوصف مرضاه بأنهم يُعانون من ضعف ملحوظ في الذاكرة واستعياب بطئ للأفكار والمعلومات.
وكان يُعتمد على ثالوث شاركو والملاحظات السريرية لتشخيص المرض حتى قام شوماخر بأول مُحاولة لتوحيد معايير لتشخيص المرض وكان ذلك في عام 1965 وتتضمنت التالي: أعراض سريرية لمشكلة ما في الجهاز العصبي المركزي وأدلة على مشاركة منطقتين أو أكثر للجهاز العصبي المركزي وأدلة مشاركة المادة البيضاء وغيرها. وتم حاليًا إدراجه في معايير ماكدونالد ومعايير بوزر في عام 2010 ويتم حاليًا الأستعانة بها للتشخيص.
بدأ ظهور علاجات فعالة من خلال نظريات القرن 20.

## البحوث

### الأدوية

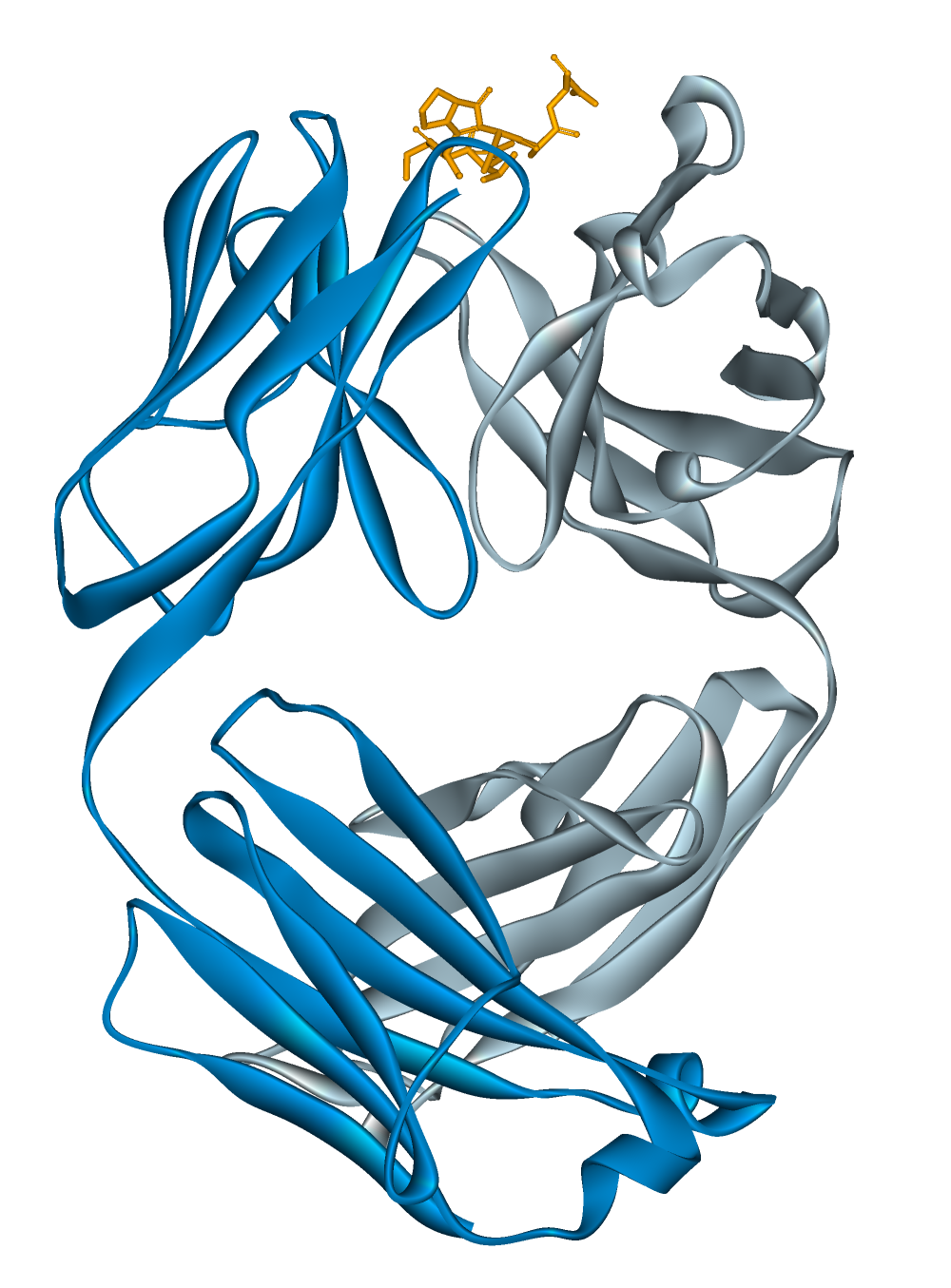
التركيب الكيميائي لأليمتوزوماب

تهدُف الأبحاث الحالية اكتشاف طرق للعلاج حيثُ تكون أكثر فعالية وأسهلُ إدارةًً في حالة التصلب المُتعدد المُنتكس، أكتشاف علاج من أجل الأنواع الفرعية التقدمية، تكوين أستراتيجيات خاصة بالحماية العصبية وأكتشاف علاج فعال للأعراض.
في أعوام 2000 و2010، تمت الموافقة على بعض من الأدوية التي تؤخذ عن طريق الفم حيثُ من المتوقع أن ترتفع وتيرة أستخدام هذه الأدوية. حاليًا، تخضع أدوية أخرى للأبحاث منها لاكوينيمود، حيث وصل إلى المرحلة الثالثة للإبحاث وذلك في شهر أغسطس عام 2012، ولم يتم الحصول على نتائج حاسمة في المراحل السابقة. في نفس الوقت، توجد عدة أبحاث أخرى والتي تهتم بزيادة فعالية العلاج الحالي وكذلك التسهيل من إدارته. يتضمن العلاج أنواع من الأدوية الجديدة مثل إنترفيرون بيتا 1-ألفا، حيث كان من المتوقع أن يتم أستخدامه عند فواصل زمنية أطول لكن بالحفاظ على ردود فعل مُشابهة. ومن المُنتظر أن تتم الموافقة على بيغإنترفيرون بيتا 1-ألفا في عام 2013.
توجد آثار بسبب مضادات وحيد النسيلة. أثبتت المضادات وحيد النسيلة مثل أليمتوزوماب وداكليزوماب وسي دي 20 وريتوكسيماب وأوفاتوموماب أنها تمتلك بعض المُميزات وما زالت في مرحلة الأبحاث كأحتمال للعلاج. لكن أدى أستخدام هذه الأدوية إلى حدوث بعض من الأعراض الجانبية الخطيرة خاصةً العدوة الانتهازية. وهناك إبحاث أخرى تخص أكتشاف أختبار خاص باأضداد فيروس جي سي، حيثُ من المُمكن أن يساعد على التعرف على المُصابين الأكثر عُرضة للإصابة باعتلال بيضاء الدماغ متعدد البؤر التقدمية وذلك عند الحصول على عينة من ناتاليزوماب. على الرغم من أن تلعب المضادات وحيد النسيلة دورًا في علاج التصلب المُتعدد في المُستقبل إلا أنه بسبب عوامل الخطورة المُرافقة لهذا العلاج، فسيكون أستعمال هذا العلاج مُنخفض.
توجد أستراتيجية أخرى مُستخدمة في الأبحاث والتي تتضمن عمل تقييم لفعالية أستخدام أثنان من الأدوية أو أكثر بما يُعرف العلاج المُركب. ويرجع هدف أستخدام العلاج المُركب في التصلب المُتعدد إلى أن العلاج يستهدف آليات مُختلفة لذلك فليس من الضرورة أستبعادها. التآزريات، في هذه الحالات بعض الأدوية تقوم بتحفيز آثار الأدوية الأخرى، يعتبر أمر مُمكن الحدوث لكن له بعض العيوب مثل حجب عمل بعض الأدوية أو زيادةً في أظهار آثارها الجانبية. هناك بعض الدراسات السريرية الخاصة بالعلاج المًركب، لكن لم تُثبت أيً منها نتائج إيجابية لكي يتم أعتبارها كعلاج فعال لمرض التصلب المُتعدد.
ما زالت الأبحاث الخاصة بالحماية العصبية والعلاجات التجديدية وكذلك العلاج بالخلايا الجذعية بالمراحل الابتدائية على الرغم من أهميتها الكبيرة. في نفس الوقت، لا يوجد علاج للمراحل المُتطورة للمرض. من المُمكن تقييم الكثير من الأدوية الجديدة وكذلك الأدوية التي ما زالت تحت نطاق العمل والتطوير حاليًا كعلاج من أجل التصلب المتعدد البدئي المترق والتصلب المتعدد الثانوي المترق.

### الواصمات الحيوية للمرض

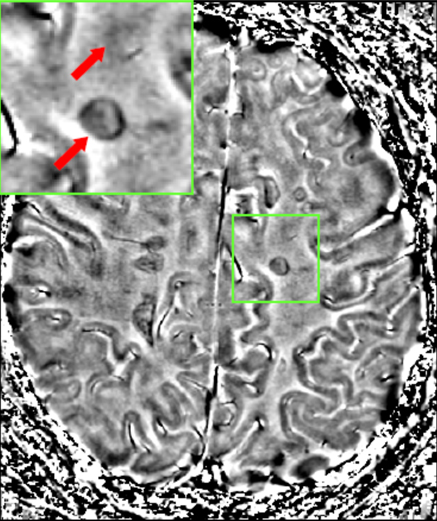
تصوير بالرنين المغناطيسي للدماغ، حيثُ يُلاحظ تكوين حديد في آفة في المادة البيضاء (في المُربع الأخضر في وسط الصورة، مُكبرة ومُشار إليها بسهم أحمر في الزاوية الُيسرى للصورة)

لن تتغير معايير التشخيص الخاصة بالمرض في المستقبل القريب على الرغم من ذلك، فإن في الوقت الحالي هُناك الكثير من الجهود من أجل أستكشاف بعض من الواصمات الحيوية التي سوف تُساعد على التشخيص وتوقع تطور المرض. وتتضمن الطرق الجديدة للتشخيص كُل من دراسات المُتعلقة بالأجسام المُضادة المُكافحة للميلين ودراسات عن السائل الدماغي الشوكي والمَصْل، لكن لم تُعطى أيً منها أي نتائج إيجابية واضحة.
لا توجد في الوقت الحاضر فحوصات مخبرية تؤدي إلى العلم مُسبقًا بتطور المرض. اقتُرحت عدة حلول منحت بعض الآمال، مثل: إنترلوكين 6 وأحادي أكسيد النيتروجين وحمض النتريك سينثاز و"Osteopontin" وغلوبولين جنيني-ألف. يعود سبب تطور المرض إلى تدهور وانحلال العصبونات، تكمُن وظيفة البروتينات بتبين بفقدان النسيج العصبي مثل الخيط العصبي وبروتين تاو وحمض ن-أسيتيل الأسبارتيك، حيث أنها تخضع للأبحاث. في نفس الوقت، هناك مُحاولات لاكتشاف واصمات لتُساعد على تمييز المرضى الذين سيستجيبون للعلاج عن أولئك الذين لن يستجيبوا للعلاج.

### قصور وريدي دماغي نخاعي مزمن
في عام 2008، أيد جراح الأوعية الدموية باولو زامبوني كتصلب المتعدد تؤدي إلى عملية تضييق الأوعية الدموية التي تُغذي الدماغ، وقد أطلق على هذه العملية أسم قصور وريدي دماغي نخاعي مزمن. أكتشف زامبوني كجميع مرضاة المُصابين بالتصلب المُتعدد كانوا يعانوا من القصور الوريدي الدماغي النخاعي المُزمن، حيثُ يجرى عملية جراحية لتصحيح هذه المُشكلة، وسُميت هذه العملية في الإعلام ب«إِجْراءات تحريرية»، وصرح الجراح بأن 73% من الأشخاص الذين خضعوا لهذه العملية أظهروا حالة من التحسن. أكتسبت هذه النظرية أهتمامًا من قبل الإعلام والمُصابين بالتصلب المُتعدد خصوصًا في كندا. لا تُعد أفتراضات زامبوني مؤكدة معلوماتيًا ويعود السبب إلى أن الدراسات السريرية التي أجريت ليست بعمياء ولا بمفحوصة والتي أثارت بعض المخاوف. في نفس الوقت، لم تكشف الدراسات اللاحقة أي علاقة ما بين القصور الوريدي الدماغي النُخاعي المُزمن والتصلب المُتعدد  أو أكتُشف علاقة ما بينهما لكن ليست بواضحة، ولكن أدت أفتراضية زامبوني إلى أثارة أعتراضات جادة للفرضية. تم نقد «إِجْراءات تحريرية» وذلك بسبب المُضاعفات الخطيرة الناجمة عنها وموت المُصابين، من دون أي فوائدة مُثبتة. في عام 2013، لم يكن موصى بهذه الفرضية كعلاج للتصلب المُتعدد. حاليًا، تُجرى العديد من الأبحاث بخصوص فرضية القصور الوريدي الدماغي النخاعي المزمن.

## وصلات خارجية
- ملف كامل عن مرض التصلب اللويحي المتعدد مع الصور